# اکبرآباد (شازند)
اکبرآباد (شازند)، روستایی از توابع بخش مرکزی شهرستان شازند در استان مرکزی ایران است.

## تاریخچه
نام قدیم این روستا سنجانک بوده و در منطقه شرقی حال حاضر روستا واقع شده بود. در حدود سال ۱۲۵۰ هجری شمسی در اثر سیلاب این روستا تخریب و خالی از سکنه گردید و مردم آن ناحیه به تدریج در محل کنونی روستا ساکن گردیدند. این روستا اکنون در همسایگی روستای دهپول و ۵ کیلومتری شهر شازند واقع شده است. در آینده قرار است روستای اکبرآباد به یکی از شهرک‌های شهر شازند تبدیل گردد.

## طبیعت
روستای اکبرآباد شازند دارای طبیعتی چهار فصل و دل‌انگیز است. در کنار طبیعت روستا دو رودخانه که یکی از آن‌ها از سرشاخه‌های سرچشمه عباس‌آباد و دیگری از سرشاخه‌های سرچشمه سورانه که فصلی می‌باشد، از داخل روستا عبور و زمین‌های کشاورزی آن را سیراب می‌نماید.

## مشاغل اهالی
اهالی روستا در کنار اشتغال در مشاغل صنعتی حومه، نظیر پالایشگاه و پتروشیمی به کار کشاورزی و دامپروری و اشتغال در ادارات   نیز مشغول‌اند.

## جمعیت
این روستا در بخش مرکزی شهرستان قرار دارد و براساس سرشماری مرکز آمار ایران در سال ۱۳۸۵، جمعیت آن ۱٬۶۹۴ نفر (۴۷۵خانوار) بوده ‌است.